# Vladislav Artemiev
Pour les articles homonymes, voir Artemiev.
Vladislav Mikhaïlovitch Artemiev (en russe : Владислав Михайлович Артемьев) est un joueur d'échecs russe né le 5 mars 1998 à Omsk. Il est champion d'Europe de blitz en 2018, champion d'Europe de parties classiques en 2019 et double champion de Russie (2023 et 2024).
Au 1er décembre 2024, Artemiev est le 39e joueur mondial et le numéro 5 russe en parties longues avec un classement Elo de 2 691 points. A son meilleur classement (1er juillet 2019) il était dixième mondial.

## Carrière aux échecs
Troisième du Championnat d'Europe des moins de 14 ans en septembre 2011, Artemiev remporta le championnat de Russie junior (moins de 21 ans) en 2013, à quinze ans.
En janvier 2014, Artemiev remporta le mémorial Andranik Margaryan et obtint la troisième norme du titre de grand maître international à quinze ans.
Il finit treizième du Championnat d'Europe d'échecs individuel de 2014.
En 2015, il finit deuxième de l'open de Moscou remporté par Ernesto Inarkiev. La même année, il remporta la ligue supérieure du championnat de Russie, ce qui le qualifiait pour la super-finale de décembre, où il marque la moitié des points possibles (5,5 points sur 11).
En 2016, il remporte :
- le tournoi d'échecs du lac Sevan (ex æquo avec Vidit Santosh Gujrathi) et
- la médaille d'argent au championnat du monde d'échecs junior.

Il a participé trois fois à la Coupe du monde d'échecs :
- en 2015, il fut battu au deuxième tour par Wojtaszek ;
- en 2017, il fut éliminé au troisième tour par Daniil Doubov ;
- en 2019, il fut éliminé au troisième tour par Lê Quang Liêm après des victoires sur Ilia Iliouchenovk et Ivan Chéparinov.

En 2019, il remporta :
- en janvier, le festival d'échecs de Gibraltar avec 8,5 points sur 10 ;
- en mars, la médaille d'or individuelle à l'échiquier de réserve et la médaille d'or par équipe au championnat du monde d'échecs par équipes à Astana au Kazakhstan avec 6,5 points marqués en 8 parties (5 victoires et 3 nulles)[4] ;
- en mars, le championnat d'Europe d'échecs individuel à Skopje avec 8,5 points sur 11, ce qui le qualifiait pour la Coupe du monde d'échecs 2019 ;
- en juin, le tournoi d'échecs de Poïkovski, au départage (nombre de victoires) devant Dmitri Iakovenko, avec 5,5 points sur 9.

En 2023, il remporte le Championnat de Russie d'échecs à Saint-Pétersbourg. Il conserve son titre l'année suivante à Barnaoul.

## Compétitions rapides et blitz
Très fort joueur de blitz et de partie rapides, Artemiev s'était qualifié pour le championnat du monde de blitz 2013 où il finit 23e et a remporté le championnat russe de blitz en 2016 et 2017.
Au 1er janvier 2018, il est le quinzième joueur mondial en parties rapides et le sixième joueur mondial en parties de blitz (premier junior mondial dans chacune de ces catégories).
En décembre 2018, il remporte le championnat d'Europe de blitz en Macédoine avec 18,5 points sur 22.